# Église Saint-Marc de Stockholm
 (octobre 2024).
L'église Saint-Marc (en suédois Markuskyrkan) est une église paroissiale située dans le quartier de Björkhagen à Stockholm, capitale de la Suède. Elle a été conçue par Sigurd Lewerentz (1885-1975) et a été inaugurée le 8 mai 1960. L'église, construite en brique sombre avec des joints non enduits, évoque le Moyen Âge. À l'extérieur, une place en style de cloître avec un étang reflétant l'eau et des auvents contribuent à l'atmosphère. À l'intérieur, la brique domine, en particulier au sol, dans les cadres de porte et sur les moulures. Dans la salle de l'église elle-même, la place de la brique est encore renforcée par une série de voûtes en biais entre les poutres en fer.
L'église est nommée d'après l'évangéliste Marc, dont le symbole est le lion ailé, représenté par un bas-relief de Robert Nilsson sur la porte d'entrée. Le clocher abrite quatre cloches nommées d'après les quatre évangélistes : Matthieu, Marc, Luc et Jean. Les sonneries sont exécutées manuellement par les sonneurs de cloches de l'église.
L'église Saint-Marc est l'un des chefs-d'œuvre de Sigurd Lewerentz et a contribué à sa renommée mondiale.

## Sources
- Présentation de l'église Saint-Marc de Stockholm lors de l'exposition permanente "Architecture en Suède" ("Arkitektur i Sverige") du musée d'architecture de la ville en mai 2019 (disponible sur https://commons.wikimedia.org/wiki/File:Pr%C3%A9sentation_de_l%27%C3%A9glise_Saint-Marc_de_Stockholm.jpg)
- Présentation de l'église Saint-Marc de Stockholm par l'Église de Suède (disponible sur https://commons.wikimedia.org/wiki/File:Pr%C3%A9sentation_de_l%27%C3%A9glise_Saint-Marc_de_Stockholm_par_l%27%C3%89glise_su%C3%A9doise.jpg)